# José Carlos Millás
José Carlos Millás Hernández (La Habana, 22 de enero de 1889 - Miami, 28 de noviembre de 1965) fue un ingeniero, capitán de corbeta, meteorólogo, y climatólogo cubano. Es conocido por sus estudios de temporadas de huracanes en el Atlántico, como uno de los "padres de la meteorología tropical".

## Síntesis biográfica
Millás Hernández se graduó como ingeniero civil por la Universidad de La Habana. Luego tomó cursos de postgrado en la Universidad de Chicago. En 1913, fue nombrado director adjunto del Observatorio Nacional de Cuba,
y en 1921 fue designado director del Observatorio, posición que mantendría durante cuarenta años, hasta su jubilación.
En los años treinta, mucho antes de la existencia de radares y refinados seguimientos de huracanes, Millás colaboró con R. W. Gray y Grady Norton en el Weather Bureau para plotar cursos de ciclones tropicales.
Se casó con Isolina de Velasco Frales, y tuvieron un hijo, Rolando Millás Velasco.
En 1959, tras la Revolución cubana, el nuevo Gobierno lo ratificó en su cargo como director del Observatorio Nacional,
y la Marina de Guerra le otorgó el grado militar de capitán de corbeta (equivalente a comandante).
En 1959 había un solo sistema de radar, situado en La Habana. Para cuando Millás se jubiló, dos años después ―a mediados de 1961, con 72 años de edad―
había siete radares meteorológicos en toda la extensión de la isla.
A fines de ese año (1961) Millás se mudó con su esposa a Estados Unidos
e ingresó en la Universidad de Miami, donde trabajó un año como profesor asistente
y continuó sus proyectos de investigación histórica sobre ciclonología tropical
hasta su muerte, cuatro años después, el 28 de noviembre de 1965, en la ciudad de Miami.
En 2003, la Sociedad Meteorológica de Cuba le otorgó, post mortem, el Premio Nacional de Meteorología.

## Algunas publicaciones

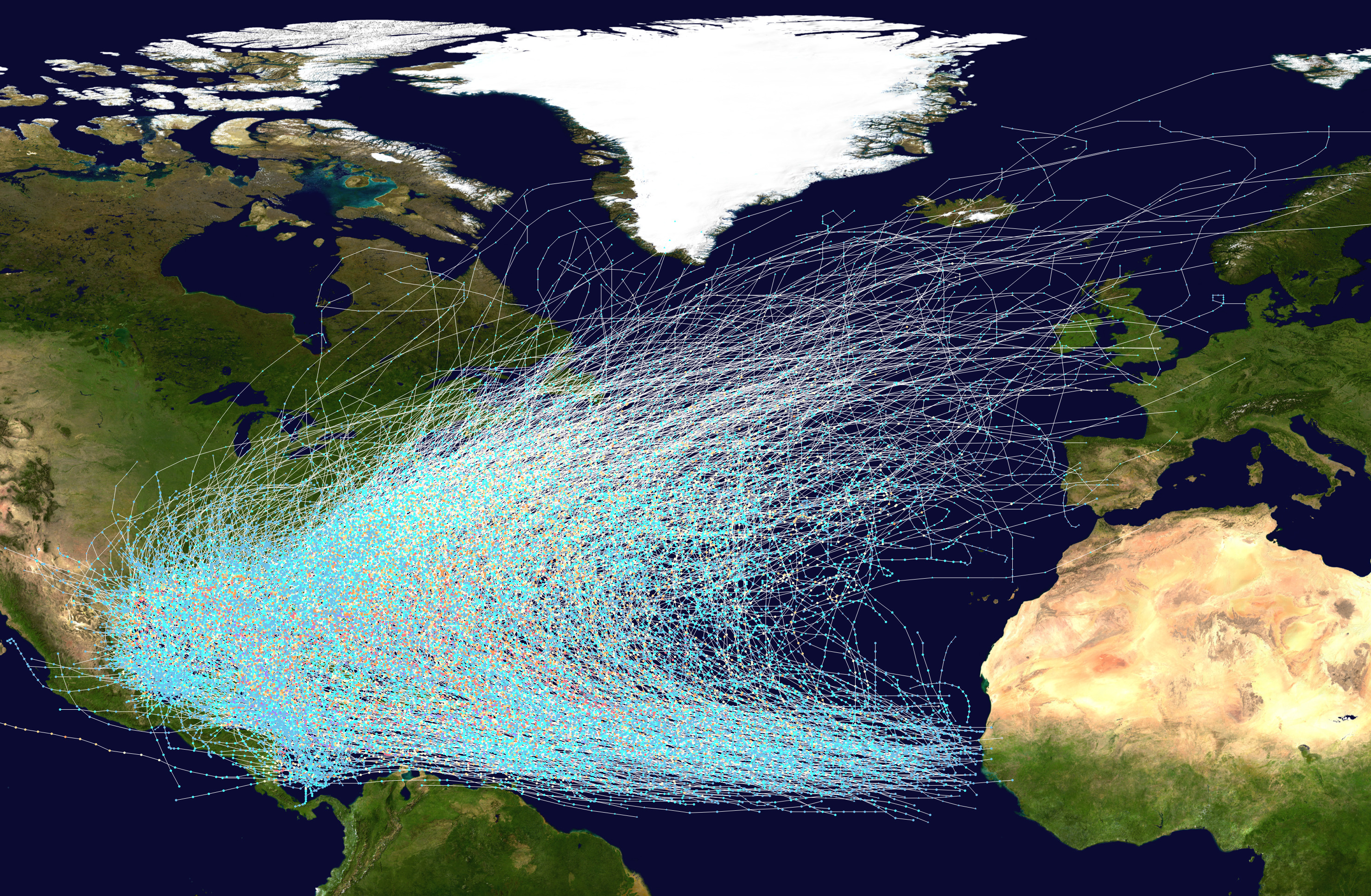
A partir de sus investigaciones históricas, Millás logró trazar muchas de las trayectorias de los ciclones atlánticos conocidos a partir de 1492.

- — (1966), Characteristics of the hurricane season in the North Atlantic Ocean including the Caribbean Sea and Gulf of Mexico, Miami: Institute of Marine Science.

- — (1922), «Brief Description of a New Dial for the Aneroid», Monthly Weather Review 50 (7): 359-360, doi:10.1175/1520-0493(1922)50<359b:BDOAND>2.0.CO;2.

- — (1915), «The Origin and Course of West Indian Hurricanes», Monthly Weather Review 43 (12): 611, doi:10.1175/1520-0493(1915)43<611a:SAOPAT>2.0.CO;2.

### Libros
- 1926: Iniciación de los estudios aerológicos en Cuba. Con Hermano León. Editor Imprenta y papelería de Rambla, Bouza y Cia. 28 pp.
- 1933: Memoria del huracán de Camagüey de 1932. La Habana: Seoane y Fernández. 64 pp.
- 1936: El problema más interesante de la astronomía moderna. La Habana: Publicaciones del Observatorio Nacional, 37 pp.
- 1937: Hidrología y climatología médicas. Con Víctor Santamarina. La Habana: La Propagandista S. A. 296 pp.
- 1943: La lluvia en la Habana. La Habana: O'Reilly, 34 pp.
- 1962: The hurricanes of the Caribbean Sea and adjacent regions at the end of the fifteenth century. Preliminary report to U.S. Weather Bureau, Contract Cwb-10279, 15 de octubre de 1961 al 30 de junio de 1962. Miami: Institute of Marine Science University of Miami, 130 pp.
- 1963: The hurricanes of the Caribbean Sea and adjacent regions during the sixteenth century. Preliminary report to U.S. Weather Bureau, Contract Cwb-10467, 1 de julio de 1962 al 30 de junio de 1963. Miami: Institute of Marine Science University of Miami, 180 pp.
- 1965: The hurricanes of the caribbean sea and adjacent regions during the eighteenth century. Miami: Defense Technical Information Center, 277 pp.
- 1968: Hurricanes of the Caribbean and adjacent regions, 1492-1800. Con Leonard Pardue. Miami: Academy of the Arts and Sciences of the Americas, 328 pp.

## Honores
Condecoraciones
- Orden Nacional de Mérito Carlos Manuel de Céspedes (Cuba).
- Orden del Águila Azteca (México).

Miembro de
- Sociedad Económica de Amigos del País (Cuba), llegando a ser su presidente.[9]